# Anthophora leonis
Anthophora leonis là một loài Hymenoptera trong họ Apidae. Loài này được Cockerell mô tả khoa học năm 1933.